# Contectopalatus
Genre
Espèce
Synonymes
- Ichthyosaurus atavus Quenstedt, 1852

Contectopalatus est un genre éteint d'ichthyosaures primitifs, des sauropsides ressemblant à des poissons, découvert dans le Trias moyen d'Allemagne.

## Systématique
L'espèce Contectopalatus atavus a été initialement décrite en 1852 par Friedrich von Quenstedt sous le protonyme d’Ichthyosaurus atavus puis classé un temps dans le genre Mixosaurus, sous le taxon Mixosaurus atavus.
Le genre Contectopalatus a été créé en 1998 par Michael W. Maisch (d) et Andreas T. Matzke (d). Toutefois d'autres autorités le considèrent comme synonyme de Mixosaurus.

## Description
Contectopalatus atavus mesurait 5 m de long.